# 乌尔夫·萨穆埃尔松
乌尔夫·萨穆埃尔松（瑞典語：Ulf Samuelsson，1964年3月26日—），瑞典男子冰球运动员，场上位置是后卫。他曾代表瑞典国家队参加1998年冬季奥林匹克运动会冰球比赛，获得第5名。